# Антони Марти
Антони Марти Петит (кат. Antoni Martí Petit; Ескалдес-Енгордани, 30. јул 1963 — Ескалдес-Енгордани, 6. новембар 2023) био је премијер Андоре у два наврата. По занимању је био архитекта. Био је посланик од 1994. године до 2003. године. Од 2003. године до 2011. године био је градоначелник родног места Ескалдес-Енгордани. На изборима 2011. године је предводио коалицију Демократе Андоре.